# Classificação UIC
A Classificação UIC é um sistema abrangente de classificação de locomotivas, unidades múltiplas e eléctricos de acordo com a disposição das suas rodas. O sistema foi introduzido pela União Internacional dos Caminhos de Ferro (UIC) e é utilizado na maior parte do mundo, com excepção dos Estados Unidos e do Reino Unido. 
A notação utilizada no sistema de Classificação UIC conta os pares de rodas, ou seja o número de eixos:
Letras maiúsculasdesignam o número de eixos tractores, começando em "A" para um único, "B" para dois, "C" para três, etc.;
Númerosdesignam os eixos não tractores consecutivos, começando em "1" para um único;
"o" minúsculoem muitas locomotivas eléctricas ou diesel-eléctricas, os eixos são propulsados individualmente por motores eléctricos. Isto é indicado pelo sufixo "o" junto à letra indicadora do eixo tractor;
Sinal " ' "indica que os eixos são montados num bogie pivoteante;
Sinal "+"indica que a locomotiva ou unidade múltipla é constituída por veículos individuais permanentemente acoplados;
Parêntesespodem ser utilizadas para agrupar letras e números descrevendo o mesmo bogie. Por exemplo (A1A) indica um bogie de três eixos, sendo os dois exteriores tractores. Quando são usados os parênteses não é necessário o uso do sinal " ' " para indicar um bogie.
As locomotivas do tipo Mallet podem ser classificadas através da colocação entre parênteses da unidade de força frontal (ex.: (2'D)D2'. As locomotivas do tipo Garrat são classificadas através de parênteses ou da colocação de sinais "+" entre todas as unidades individuais. Unidades mecanicamente separadas mas acopladas permanentemente são indicadas através do uso de um único sinal "+".
Na classificação UIC também podem ser colocados sufixos, indicadores de outras carcaterísticas da locomotiva:
- h: vapor superaquecido (do alemão: Heißdampf);
- n: vapor saturado (do alemão: Naßdampf);
- v: composto (do alemão: Verbund);
- Turb: turbina;
- t: locomotiva tanque.

Estes sufixos poderão ser seguidos por um número indicador da quantidade de cilindros de uma locomotiva a vapor.
Atualmente a maioria das locomotivas modernas tem uma disposição de rodas do tipo Bo'Bo' ou Co'Co'.

## Exemplos
(A1A)(A1A)significa que existem dois bogies sob a unidade. Cada bogie tem um eixo tractor, seguido de um não-tractor e de outro tractor;
BBsignifica que existem quatro eixos tractores, todos montados no quadro da locomotiva. São dirigidos em pares, ou seja, cada par de eixos está ligado à engrenagem;
B'B'significa que existem dois bogies sob a unidade. Cada bogie possui dois eixos tractores;
Bo'(A1A)significa que existem dois bogies. O bogie "Bo'" tem dois eixos tractores cada um propulsado por um motor eléctrico individual. O bogie "(A1A)" tem um eixo tractor, seguido de um não-tractor e de outro tractor;
Bo'Bo'significa que existem dois bogies. Cada um deles possui dois eixos tractores individualmente propulsados por um motor eléctrico;
C'C'significa que existem dois bogies, cada um com três eixos tractores, propulsados através de engrenagens;
Co'Co'significa que existem dois bogies, cada um com três eixos tractores, propulsados individualmente por motores eléctricos;
Dsignifica que existem quatro eixos tractores montados no quadro da locomotiva, propulsados por engrenagens;
1'D1'significa que existem apenas um eixo não tractor montado num bogie, seguido por quatro eixos tractores montados no quadro da locomotiva, seguidos por outro eixo não tractor montado num bogie.